# Ascensión (distrito)
Ascension é um distrito do Peru, departamento de Huancavelica, localizado na província de Huancavelica.

## Transporte
O distrito de Ascensión é servido pela seguinte rodovia:
- HV-111, que liga a cidade de Acobambilla ao distrito de Huancavelica
- HV-128, que liga a cidade de Huando ao distrito de Huancavelica
- HV-132, que liga a cidade de Huancavelica  ao distrito de Chupamarca
- PE-26, que liga o distrito de Chincha Alta (Região de Ica) à cidade de Izcuchaca (Região de Huancavelica) [1][2][3]